# أندي ميتشيل (لاعب كرة قدم)
أندي ميتشيل (بالإنجليزية: Andy Mitchell)‏ (20 أبريل 1907 في المملكة المتحدة - 3 ديسمبر 1971 في المملكة المتحدة) هو لاعب كرة قدم بريطاني (وحمل سابقاً جنسية المملكة المتحدة لبريطانيا العظمى وأيرلندا) في مركز الهجوم. لعب مع مانشستر يونايتد ونادي سندرلاند ونادي نورثامبتون تاون ونوتس كاونتي وهال سيتي وRossendale United F.C. ‏ وGreat Harwood F.C. ‏ ودارلينجتون إف سى.